# Zhu Jiejing
Zhu Jiejing (Jiaxing, 3 de octubre de 1985) es una bailarina china de danza clásica. Es la bailarina principal del teatro de danza de Shanghái, dónde representó el ibis crestado (Zhuhuan, en chino) en octubre de 2015.

## Trayectoria
Zhu Jiejing nació en la provincia china de Zhejian en Jiaxing, estudió desde los nueve años en Shanghái en la escuela de danza y se graduó se graduó en la Academia de Teatro de Shanghái. Actualmente es la bailarina principal del teatro de danza de Shanghái. Ha representado entre otros los personajes en Farewell my concubine, Yong Bu Xiaoshi de dianbo y Soaring Wings. La crítica califica a Zhu por estar "llena del espíritu de hada" y ser una "bailarina natural", al mismo tiempo que hablan de sus habilidades básicas. Está reconocida por su estilo de danza personal de caracterización para los personajes.
En 2001 ingresó en el teatro de danza de Shanghái, y 2 años después, en 2003, Zhu ganó el premio Lotus, el máximo galardón de danza en China e interpretó a la protagonista femenina en la producción de danza china de Farewell my concubine. En 2008, Zhu se convirtió en la bailarina principal del teatro de danza de Shanghái.
Zhu acumula una larga experiencia en el escenario y profesional. Ha protagonizado numerosas producciones originales, como la cebra salvaje y el ibis crestado, en los que se reivindica la convivencia con la ecología y el respeto al medio ambiente natural.
Zhu Jiejing es vicepresidenta de la asociación de bailarines de Shanghái.

## Reconocimientos
- 2003 premio Lotus de danza.[4]
- 2008 Bailarina principal del teatro de danza de Shanghái.